# Deutschland Cup 1987
První ročník hokejového turnaje Deutschland Cup se odehrál ve dnech 28. do 30. prosince 1987 ve Stuttgartu v SRN. Vyhrála jej hokejová reprezentace ČSSR.

## Výsledky a tabulka
|    | Tým            | V | R | P | Skóre | B |
| 1. | Československo | 2 | 0 | 0 | 6:4   | 4 |
| 2. | SRN            | 1 | 0 | 1 | 7:4   | 2 |
| 3. | Polsko         | 0 | 0 | 2 | 3:8   | 0 |

 Polsko -  SRN 1:5 (0:3, 1:0, 0:2)
28. prosince 1987 - Stuttgart

Branka Polska: Krzysztof Bujar.

Branky Německa: Udo Kießling, Andreas Niederberger, Georg Franz, Christian Brittig, Helmut Steiger.
 Československo –  Polsko 3:2 (1:0, 2:1, 0:1)
29. prosince 1987 - Stuttgart

Branky Československa: 11. Petr Rosol, 28. Jiří Lála, 32. Igor Liba.

Branky Polska: 24. Henryk Gruth, 58. Marek Stebnicki.

Rozhodčí: Erhard (GER)

Vyloučení: 4:3 (0:0)
ČSSR: Petr Bříza - Mojmír Božík, Jaroslav Benák, Rudolf Suchánek, Miloslav Hořava, Antonín Stavjaňa, Leo Gudas, Eduard Uvíra - Rostislav Vlach, Jiří Hrdina, Jiří Doležal - Petr Rosol, Vladimír Růžička, Radim Raděvič -  Oto Haščák, Dušan Pašek, Igor Liba - Jiří Lála, Jiří Kučera, Ladislav Lubina. 
Polsko: Gabriel Samolej - Jerzy Potz, Henryk Gruth, Zbigniew Bryjak, Andrzej Kadziolka, Andrzej Swiatek, Marek Cholewa, Las, Syposz - Krzysztof Bujar, Janus Adamiec, Piotr Kwasigroch - Jerzy Christ, Marek Stebnicki, Krystian Sikorski - Jaroslaw Morawiecki, Roman Steblecki, Krzysztof Podsiadlo - Ireneusz Pacula, Miroslaw Copija, Leszek Jachna. 
 Československo –  SRN 3:2 (0:1, 1:0, 2:1)
30. prosince 1987 – Stuttgart

Branky Československa: 32. Ladislav Lubina, 45. Vladimír Růžička, 50. Igor Liba. 

Branky Německa: 12. Peter Draisaitl, 41. Gerd Truntschka.

Rozhodčí: Olsson (SWE)

Vyloučení: 8:6 + H. Steiger 10 min.
ČSSR: Jaromír Šindel - Mojmír Božík, Jaroslav Benák, Rudolf Suchánek, Miloslav Hořava, Antonín Stavjaňa, Leo Gudas, Eduard Uvíra - Rostislav Vlach, Jiří Hrdina, Jiří Doležal - Petr Rosol, Vladimír Růžička, Radim Raděvič -  Oto Haščák, Dušan Pašek, Igor Liba - Libor Dolana, Jiří Kučera, Ladislav Lubina. 
SRN: Karl Friesen - Udo Kießling, Andreas Niederberger, Harold Kreis, Horst-Peter Kretschmer, Dieter Medicus, Manfred Schuster - Helmut Steiger, Gerd Truntschka, Dieter Hegen - Peter Obresa, Georg Holzmann, Georg Franz - Roy Roedger, Manfred Wolf, Ron Fischer - Manfred Ahne, Peter Draisaitl, Bernd Truntschka - Christian Brittig.